# Echivalarea gradelor militare din Waffen-SS
Tabel cu echivalarea gradelor militare germane din Waffen-SS și Wehrmacht, din timpul celui de-al doilea război mondial, cu gradele din trupele de uscat din Marea Britanie și din România
| Waffen-SS                          | Wehrmacht                                                      | Marea Britanie     | Armata română                                                                             |
| ---------------------------------- | -------------------------------------------------------------- | ------------------ | ----------------------------------------------------------------------------------------- |
| Nu are echivalent                  | Reichsmarschall (Hermann Göring)                               | Nu are echivalent  | Nu are echivalent                                                                         |
| Reichsführer-SS (Heinrich Himmler) | Generalfeldmarschal (ex.:Erwin Rommel, Albert Kesselring etc.) | Field-Marshal      | Mareșal                                                                                   |
| SS-Oberstgruppenführer             | Generaloberst                                                  | General            | General                                                                                   |
| SS-Obergruppenführer               | General der Infanterie, etc.                                   | Lieutenant-General | General-locotenent                                                                        |
| SS-Gruppenführer                   | Generalleutant                                                 | Major-General      | General-maior                                                                             |
| SS-Brigadeführer                   | Generalmaior                                                   | Brigadier-General  | General de brigadă                                                                        |
| SS-Oberführer                      | Nu are echivalent                                              | Nu are echivalent  | Nu are echivalent                                                                         |
| SS-Standartenführer                | Oberst                                                         | Colonel            | colonel                                                                                   |
| SS-Obersturmbannführer             | Oberstleutnant                                                 | Lieutenant-Colonel | locotenent-colonel                                                                        |
| SS-Sturmbannführer                 | Major                                                          | Major              | maior                                                                                     |
| SS-Hauptsturmführer                | Hauptmann                                                      | Captain            | căpitan                                                                                   |
| SS-Obersturmführer                 | Oberleutnant                                                   | First Lieutenant   | locotenent (fost locotenent-major)                                                        |
| SS-Untersturmführer                | Leutnant                                                       | Second Lieutenant  | sublocotenent (fost locotenent)                                                           |
| SS-Sturmscharführer                | Stabsfeldwebel                                                 | Warrant Officer 2  | plutonier adjutant principal                                                              |
| SS-Standartenoberjunker            | Oberfähnrich                                                   | Nu există          | plutonier adjutant                                                                        |
| SS-Hauptscharführer                | Oberfeldwebel                                                  | Warrant Officer 1  | plutonier major                                                                           |
| SS-Oberscharführer                 | Feldwebel                                                      | Staff Sergeant     | plutonier                                                                                 |
| SS-Standartenjunker                | Fähnrich                                                       | Nu există          | Nu există (grad existent numai în școlile militare germane după primul an de școlarizare) |
| SS-Scharführer                     | Unterfeldwebel                                                 | Sergeant           | sergent-major                                                                             |
| SS-Unterscharführer                | Unteroffizier                                                  | Lance Sergeant     | sergent                                                                                   |
| SS-Rottenführer                    | Obergefreiter                                                  | Corporal           | caporal                                                                                   |
| SS-Sturmmann                       | Gefreiter                                                      | Lance Corporal     | fruntaș                                                                                   |
| SS-Schütze                         | Schütze                                                        | Private            | soldat                                                                                    |

Apelativul folosit pentru străinii din Waffen-SS era, de exemplu, Legions-Scharführer în loc de SS-Scharführer. Mai târziu, în timpul războiului, după ce militarii străini s-au remarcat în luptă, regula s-a schimbat.